# Francisco Andrés Silva Gajardo
Francisco Andrés Silva Gajardo (* 11. Februar 1986 in Quillota) ist ein chilenischer Fußballspieler. Mit der Nationalmannschaft wurde der Mittelfeldspieler Südamerikameister.

## Verein
Francisco Silva begann seine Karriere 2005 bei CD Universidad Católica. Bei dem Verein blieb er bis 2013, wurde aber mehrfach an andere Vereine verliehen. 2013 wurde er zunächst zu CA Osasuna verliehen und anschließend dort mit einem langfristigen Vertrag ausgestattet. Danach spielte er eine Saison leihweise für den FC Brügge und wurde dort 2015 belgischer Pokalsieger. Es folgten weitere Stationen in Mexiko bei Chiapas FC und CD Cruz Azul. Dann wechselte er zum argentinischen Verein CA Independiente. Ab 2019 spielte er wieder bei CD Universidad Católica und wurde dort erneut am Saisonende Meister. Auch die Meisterschaften 2020 und 2021 gewann der Universitätsklub und wurde vier Mal in Folge Meister, auch wenn Silva nur bis Mitte 2021, seinem Karriereende, mitwirkte.
Im Januar 2024 nahm er seinen Rücktritt zurück und schloss sich Zweitliga-Aufsteiger Deportes Limache an. Nach einem Jahr wechselte der 38-Jährige in die fünfte spanische Liga zum UD Montijo.

## Nationalmannschaft
Für die chilenische Nationalmannschaft bestritt er zwischen 2007 und 2017 insgesamt 39 Länderspiele, ein Tor konnte er dabei nicht erzielen. Sein Debüt feierte Francisco Silva am 9. Mai 2007 im Freundschaftsspiel gegen Kuba. Bei der Copa América 2011 stand der Mittelfeldspieler beim Vorrundensieg über Peru auf dem Platz. Chile qualifizierte sich als Gruppenerster für das Viertelfinale, schied dort aber gegen Venezuela aus. Für die Weltmeisterschaft 2014 in Brasilien wurde Silva nominiert und stand in den Vorrundenspielen beim Sieg gegen Titelverteidiger Spanien und der Niederlage gegen die Niederlande auf dem Platz. Chile kam in der schweren Gruppe mit den beiden Finalisten der letzten Weltmeisterschaft als Gruppenzweiter ins Achtelfinale, wo es auf Gastgeber Brasilien traf. Mit 3:2 nach Elfmeterschießen gewann der Gastgeber das Spiel gegen Chile, bei dem Silva die volle Spielzeit auf dem Rasen stand.
Bei der Copa América 2015 im eigenen Land kam Silva erst im Finale gegen Argentinien zu seinem ersten Einsatz, nachdem Nationaltrainer Jorge Sampaoli in der Defensive von Vierer- auf Dreierkette umgestellt hatte. Silva spielte neben Marcelo Díaz und Gary Medel als rechter Verteidiger. Chile gewann das Spiel, in dem in 120 Minuten kein Tor gefallen war, mit 4:1 im Elfmeterschießen und holte damit zum ersten Mal den Kontinentaltitel. Bei der Copa América Centenario 2016 kam Silva in den Vorrundenspielen nicht zum Einsatz. Beim 7:0-Viertelfinalsieg über Mexiko wurde er in der 57. Spielminute eingewechselt, beim Halbfinalerfolg über Kolumbien stand er über die volle Spielzeit auf dem Platz. Im Finale, erneut gegen Argentinien, wurde er in der Verlängerung eingewechselt. Nach 0:0 nach Verlängerung ging es erneut ins Elfmeterschießen, in dem Chile das Duell erneut für sich entscheiden konnte und seinen zweiten Titel gewann. Silva schoss dabei den entscheidenden Elfmeter zum 4:2. Als Sieger der Copa America 2015 nahm Silva mit Chile am FIFA-Konföderationen-Pokal 2017 in Russland teil. Dort kam Chile ins Finale, verlor dort aber gegen Deutschland. Sein 39. und letztes Spiel absolvierte Silva am 5. Oktober 2017 in der WM-Qualifikation 2018 beim 2:1-Sieg gegen Ecuador, allerdings verpasste Chile die Qualifikation sehr knapp.

## Erfolge
Verein
- Chilenischer Meister: 2010, 2019, 2020, 2021
- Chilenischer Pokalsieger: 2011
- Belgischer Pokalsieger: 2015

Nationalmannschaft
- Copa America: 2015
- Copa América Centenario: 2016